# Ibrahim Ismail
Sultan Ibrahim Ismail Ibni Sultan Mahmud Iskandar Al-Haj (Johor Bahru, 22 november 1958) is sinds 2010 de sultan van Johor en sinds 2024 de zeventiende Yang di-Pertuan Agong, oftewel koning van Maleisië.
Hij werd sultan van Johor op 23 januari 2010, nadat hij als oudste zoon zijn vader Mahmud Iskandar had opgevolgd. In oktober 2023 werd hij aangewezen als toekomstig koning van Maleisië (Yang di-Pertuan Agong), waarna hij op 31 januari 2024 aantrad als opvolger van Abdullah van Pahang (tevens zijn zwager).
Ibrahim is sinds 1982 getrouwd met Raja Zarith Sofiah, prinses van Perak. Op 14 augustus 2017 trouwde hun enige dochter Tunku Aminah Maimunah Iskandariah met de Nederlander Dennis Verbaas. Zijn jongste zus, Tunku Azizah, is sinds 2019 de Tengku Ampuan (koningin) van Pahang en was tussen 2019 en 2024 tevens de Raja Permaisuri Agong (opperkoningin) van Maleisië.
Sultan Ibrahim Ismail is een groot liefhebber van motorfietsen, zo is hij de bezieler van de jaarlijkse motorenrondrit.